# Тахча
Тахча (груз. თახჩა) — село в Грузії.
За даними перепису населення 2014 року в селі проживає 47 осіб.